# Achau
Achau este o localitate din Austria Inferioară cu 1180 de locuitori.